# 宋清如
宋清如（1911年—1997年），中國女文學工作者和翻譯人士，江蘇常熟人。朱生豪之妻。曾任嘉兴市文联名誉主席，著有《朱生豪与莎士比亚》等。

## 生平
宋清如1932年9月考入之江大学，大學期間加入之江诗社，期間認識朱生豪並與其相戀。后宋清如向《现代》杂志、《文艺月刊》投稿并发表诗作。1942年5月1日，与朱生豪在上海结婚。1942年6月，夫妇回常熟居住，朱生豪在常熟翻譯莎士比亚喜剧九种。朱生豪去世后，世界书局出版朱生豪翻译的《莎士比亚戏剧集》，宋清如參與撰写译者介绍和校对工作。1955至1956年间，開始翻译朱生豪未完成的莎士比亞劇作译作《享利五世》
半部、《亨利六世》3部、《理查三世》1部和《亨利八世》1部。